# Église Saint-Gildas de Laniscat
L'église Saint-Gildas de Laniscat est un édifice situé au Bon Repos sur Blavet, en France.

## Localisation
L'église est située sur le territoire de la commune du Bon Repos sur Blavet, dans le département des Côtes-d'Armor en région Bretagne.

## Description
Le clocher de l'église parait dater du XVIIe siècle. C'est une tour carrée couronnée par une lanterne ajourée.

## Historique
Le clocher est classé en 1921, l'église est inscrite en 1925 au titre des monuments historiques par les arrêtés respectifs du 9 mai 1921 et du 21 décembre 1925.

## Galerie

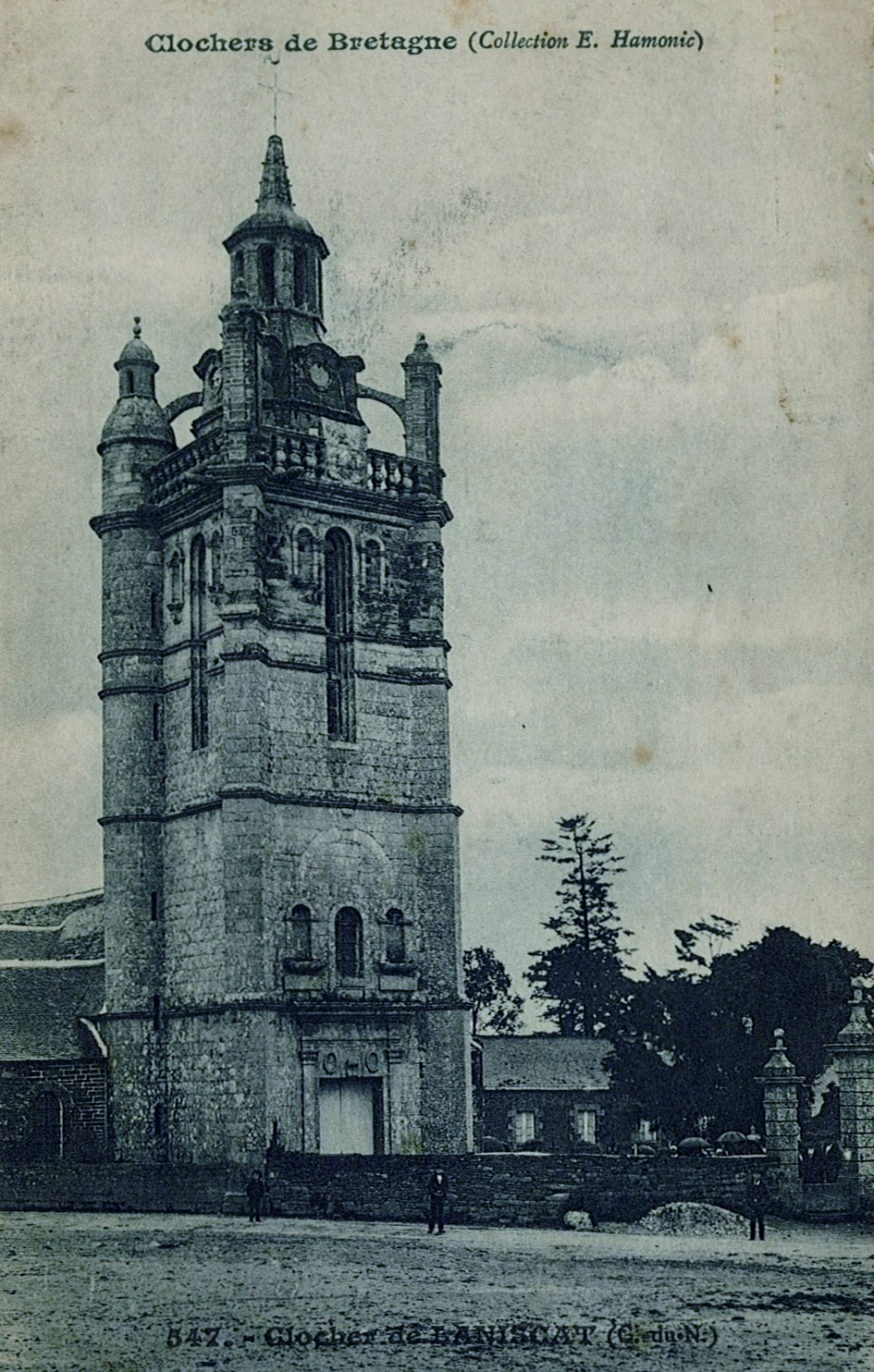
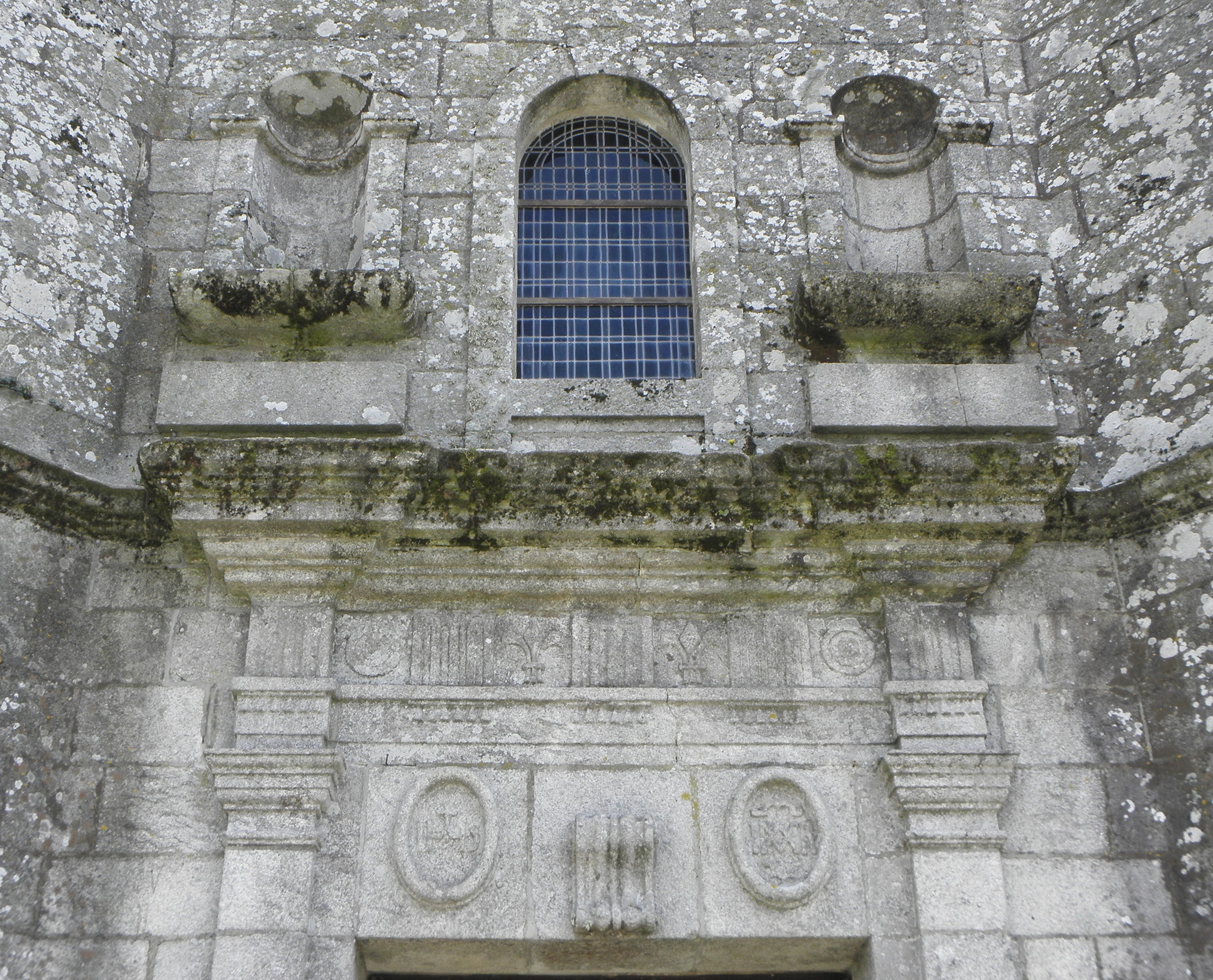
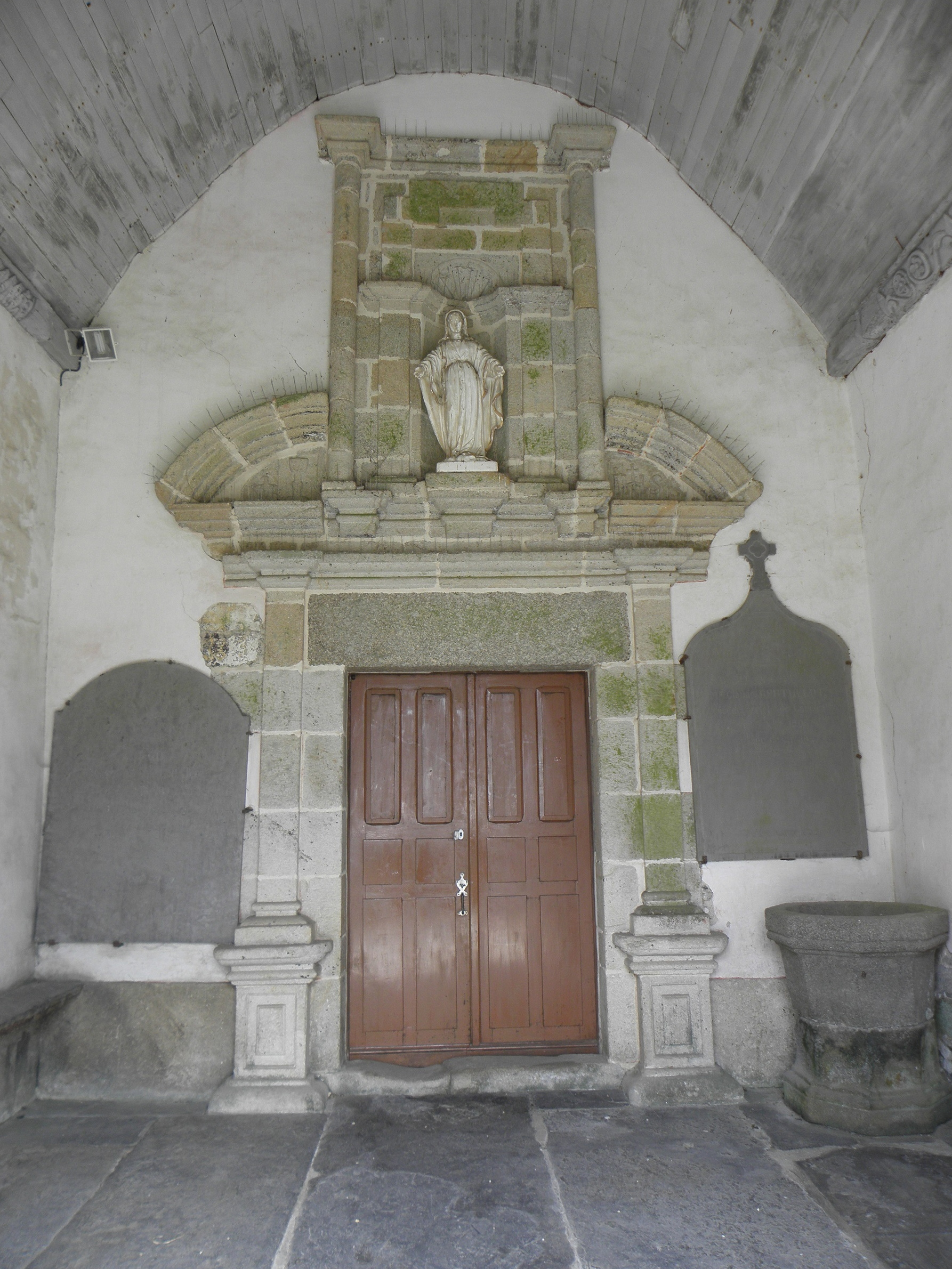
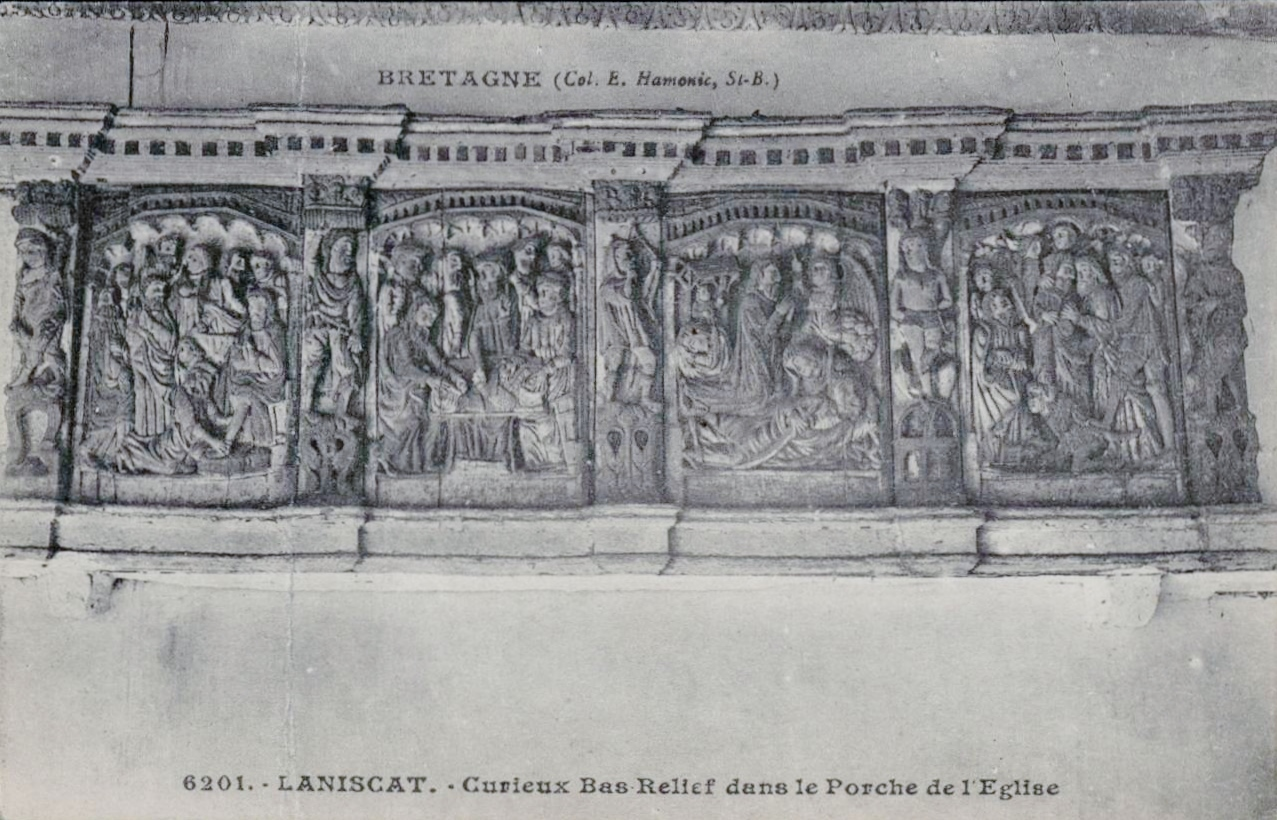